# Lara (bang)
Lara (tiếng Tây Ban Nha: Lara, đọc là La-ra) là một bang tại miền tây Venezuela. Thủ phủ của bang là thành phố Barquisimeto. Lara có diện tích 19.800 km² và dân số hơn 1,7 triệu người, đứng thứ 5 về dân số trong các bang của Venezuela. Bang tiếp giáp với bang Falcón về phía bắc, bang Yaracuy và Cojedes về phía đông, bang Portuguesa và Trujillo về phía nam, và bang Zulia về phía tây.

## Tên gọi
Bang được đặt tên theo Jacinto Lara, người anh hùng trong cuộc chiến tranh giành độc lập của Venezuela đầu thế kỉ 19.

## Phân cấp hành chính
Bang Lara được chia thành 9 khu tự quản.
| Khu tự quản        | Trung tâm hành chính |
| ------------------ | -------------------- |
| Andrés Eloy Blanco | Sanare               |
| Crespo             | Duaca                |
| Iribarren          | Barquisimeto         |
| Jiménez            | Quíbor               |
| Morán              | El Tocuyo            |
| Palavecino         | Cabudare             |
| Simón Planas       | Sarare               |
| Torres             | Carora               |
| Urdaneta           | Siquisique           |

## Nhân khẩu
Theo thống kê nhân khẩu năm 2011 của Venezuela, cơ cấu chủng tộc của cư dân Delta Amacuro như sau:
| Chủng tộc      | %    |
| -------------- | ---- |
| Người lai      | 54,8 |
| Người da trắng | 41,9 |
| Người da đen   | 2,3  |
| Chủng tộc khác | 1,0  |